# Giro Next Gen 2025
Il Giro Next Gen 2025, quarantottesima edizione della manifestazione, valido come prova dell'UCI Europe Tour 2025, si svolge dal 15 al 22 giugno 2025 su un percorso di 1 029,4 km, suddiviso in otto tappe, con partenza da Rho e arrivo a Pinerolo, in Italia. La vittoria fu appannaggio dello sloveno Jakob Omrzel, il quale completò il percorso in 23h47'04", precedendo l'australiano Luke Tuckwell ed il ceco Pavel Novák.

## Tappe
| Tappa  | Data      | Percorso                              | km      | Vincitrice di tappa    | Leader cl. generale    |
| ------ | --------- | ------------------------------------- | ------- | ---------------------- | ---------------------- |
| 1ª     | 15 giugno | Rho > Rho (cron. individuale)         | 8,4     | Matthias Schwarzbacher | Matthias Schwarzbacher |
| 2ª     | 16 giugno | Rho (Fieramilano) > Cantù             | 146     | Jonathan Vervenne      | Jonathan Vervenne      |
| 3ª     | 17 giugno | Albese con Cassano > Passo del Maniva | 144     | Jarno Widar            | Jarno Widar            |
| 4ª     | 18 giugno | Manerbio > Salsomaggiore Terme        | 134     | Seth Dunwoody          | Jarno Widar            |
| 5ª     | 19 giugno | Fiorenzuola d’Arda > Gavi             | 153     | Adam Rafferty          | Luke Tuckwell          |
| 6ª     | 20 giugno | Ovada > Acqui Terme                   | 154     | Filippo Agostinacchio  | Luke Tuckwell          |
| 7ª     | 21 giugno | Bra > Prato Nevoso                    | 163     | Pavel Novák            | Luke Tuckwell          |
| 8ª     | 22 giugno | Pinerolo > Pinerolo                   | 127     | Jørgen Nordhagen       | Jakob Omrzel           |
| Totale | Totale    | Totale                                | 1 029,4 |                        |                        |

## Squadre e corridori partecipanti
Alla competizione prendono parte 33 squadre con 5 ciclisti ciascuna per un totale di 165 ciclisti.
| N.      | Cod. | Squadra                            |
| ------- | ---- | ---------------------------------- |
| 1-5     | LOD  | Lotto Development Team             |
| 11-15   | UAZ  | UAE Team Emirates Gen-Z            |
| 21-25   | ICA  | Israel Premier Tech Academy        |
| 31-35   | TUU  | Tudor Pro Cycling Team U23         |
| 41-45   | MBH  | MBH Bank Ballan CSB                |
| 51-55   | DAD  | Decathlon AG2R La Mondiale DT      |
| 61-65   | LTF  | Lidl-Trek Future Racing            |
| 71-75   | VBF  | VF Group-Bardiani CSF-Faizanè      |
| 81-85   | VLD  | Team Visma-Lease a Bike Dev.       |
| 91-95   | PTL  | Petrolike                          |
| 101-105 | GES  | GW Erco Shimano                    |
| 111-115 | WNR  | Wanty-Nippo-ReUz                   |
| 121-125 | BIE  | Biesse-Carrera-Premac              |
| 131-135 | SQD  | Soudal Quick-Step Devo Team        |
| 141-145 | AQD  | XDS Astana Development Team        |
| 151-155 | HBG  | Hagens Berman Jayco                |
| 161-165 | GEF  | General Store-Essegibi-F.lli Curia |

| N.      | Cod. | Squadra                          |
| ------- | ---- | -------------------------------- |
| 171-175 | MGK  | MG.K Vis Costruzioni e Ambiente  |
| 181-185 | PAD  | S.C. Padovani Polo Cherry Bank   |
| 191-195 | ---  | Aran Cucine Vejus                |
| 201-205 | BVD  | Bahrain Victorious DT            |
| 211-215 | BTC  | Beltrami TSA Tre Colli           |
| 221-225 | ---  | Campana Imball. Geo&Tex Trentino |
| 231-235 | DPP  | Development Team Picnic PostNL   |
| 241-245 | EFA  | EF Education-Aevolo              |
| 251-255 | CGF  | Groupama-FDJ                     |
| 261-265 | RBC  | Red Bull-Bora-Hansgrohe Rookies  |
| 271-275 | ---  | ASD GC Sissio Team               |
| 281-285 | ---  | Solme-Olmo                       |
| 291-295 | ---  | Team Hopplà                      |
| 301-305 | LKH  | Team Lotto-Kern Haus PSD Bank    |
| 311-315 | TER  | Team Technipes#InEmiliaRomagna   |
| 321-325 | UTC  | Trevigiani Energiapura Marchiol  |

## Dettagli delle tappe

### 1ª tappa
- 15 giugno: Rho > Rho (cron. individuale) – 8,4 km

Risultati
| Pos. | Corridore        | Squadra    | Tempo |
| ---- | ---------------- | ---------- | ----- |
| 1    | M. Schwarzbacher | UAE Gen Z  | 9'17" |
| 2    | M. Van Kerckhove | Visma DT   | a 1"  |
| 3    | Callum Thornley  | RB Rookies | a 3"  |

| Pos. | Corridore        | Squadra    | Tempo |
| ---- | ---------------- | ---------- | ----- |
| 1    | M. Schwarzbacher | UAE Gen Z  | 9'17" |
| 2    | M. Van Kerckhove | Visma DT   | a 1"  |
| 3    | Callum Thornley  | RB Rookies | a 3"  |

### 2ª tappa
- 16 giugno: Rho (Fieramilano) > Cantù - 146 km

Risultati
| Pos. | Corridore         | Squadra      | Tempo    |
| ---- | ----------------- | ------------ | -------- |
| 1    | Jonathan Vervenne | Soudal DT    | 3h15'15" |
| 2    | Aubin Sparfel     | Decathlon DT | a 30"    |
| 3    | Mirko Bozzola     | Padovani     | s.t.     |

| Pos. | Corridore         | Squadra   | Tempo    |
| ---- | ----------------- | --------- | -------- |
| 1    | Jonathan Vervenne | Soudal DT | 3h24'24" |
| 2    | M. Schwarzbacher  | UAE Gen Z | a 28"    |
| 3    | M. Van Kerckhove  | Visma DT  | a 29"    |

### 3ª tappa
- 17 giugno: Albese con Cassano > Passo del Maniva - 143 km

| Pos. | Corridore     | Squadra    | Tempo    |
| ---- | ------------- | ---------- | -------- |
| 1    | Jarno Widar   | Lotto DT   | 3h28'34" |
| 2    | Lorenzo Finn  | RB Rookies | a 7"     |
| 3    | Adrià Pericas | UAE Gen Z  | a 24"    |

| Pos. | Corridore     | Squadra    | Tempo    |
| ---- | ------------- | ---------- | -------- |
| 1    | Jarno Widar   | Lotto DT   | 6h53'45" |
| 2    | Lorenzo Finn  | RB Rookies | a 7"     |
| 3    | Luke Tuckwell | RB Rookies | a 27"    |

### 4ª tappa
- 18 giugno: Manerbio > Salsomaggiore Terme - 148 km

| Pos. | Corridore             | Squadra      | Tempo    |
| ---- | --------------------- | ------------ | -------- |
| 1    | Seth Dunwoody         | Bahrain DT   | 2h49'19" |
| 2    | Patrick Boje Frydkjær | Lidl FR      | s.t.     |
| 3    | Aubin Sparfel         | Decathlon DT | s.t.     |

| Pos. | Corridore     | Squadra    | Tempo    |
| ---- | ------------- | ---------- | -------- |
| 1    | Jarno Widar   | Lotto DT   | 9h44'03" |
| 2    | Lorenzo Finn  | RB Rookies | a 7"     |
| 3    | Luke Tuckwell | RB Rookies | a 27"    |

### 5ª tappa
- 19 giugno: Fiorenzuola d’Arda > Gavi - 153 km

| Pos. | Corridore       | Squadra    | Tempo    |
| ---- | --------------- | ---------- | -------- |
| 1    | Adam Rafferty   | Hagens     | 3h29'09" |
| 2    | Filippo Turconi | VF Group   | a 8"     |
| 3    | Jakob Omrzel    | Bahrain DT | s.t.     |

| Pos. | Corridore       | Squadra    | Tempo     |
| ---- | --------------- | ---------- | --------- |
| 1    | Luke Tuckwell   | RB Rookies | 13h13'52" |
| 2    | Jakob Omrzel    | Bahrain DT | a 26"     |
| 3    | Filippo Turconi | VF Group   | a 36"     |

### 6ª tappa
- 20 giugno: Ovada > Acqui Terme- 155 km

| Pos. | Corridore             | Squadra    | Tempo    |
| ---- | --------------------- | ---------- | -------- |
| 1    | Filippo Agostinacchio | Biesse     | 3h14'09" |
| 2    | Alessandro Borgo      | Bahrain DT | a 24"    |
| 3    | Pietro Mattio         | Visma DT   | s.t.     |

| Pos. | Corridore       | Squadra    | Tempo     |
| ---- | --------------- | ---------- | --------- |
| 1    | Luke Tuckwell   | RB Rookies | 16h29'50" |
| 2    | Jakob Omrzel    | Bahrain DT | a 26"     |
| 3    | Filippo Turconi | VF Group   | a 36"     |

### 7ª tappa
- 21 giugno: Bra > Prato Nevoso - 163 km

| Pos. | Corridore        | Squadra   | Tempo    |
| ---- | ---------------- | --------- | -------- |
| 1    | Pavel Novák      | MBH Bank  | 4h27'29" |
| 2    | Jørgen Nordhagen | Visma DT  | a 1'24"  |
| 3    | Adrià Pericas    | UAE Gen Z | a 1'29"  |

| Pos. | Corridore     | Squadra    | Tempo     |
| ---- | ------------- | ---------- | --------- |
| 1    | Luke Tuckwell | RB Rookies | 20h59'11" |
| 2    | Jakob Omrzel  | Bahrain DT | a 11"     |
| 3    | Pavel Novák   | MBH Bank   | a 27"     |

### 8ª tappa
- 22 giugno: Pinerolo > Pinerolo - 141 km

| Pos. | Corridore        | Squadra    | Tempo    |
| ---- | ---------------- | ---------- | -------- |
| 1    | Jørgen Nordhagen | Visma DT   | 2h47'48" |
| 2    | Jakob Omrzel     | Bahrain DT | s.t.     |
| 3    | Pavel Novák      | MBH Bank   | a 17"    |

| Pos. | Corridore     | Squadra    | Tempo     |
| ---- | ------------- | ---------- | --------- |
| 1    | Jakob Omrzel  | Bahrain DT | 23h47'04" |
| 2    | Luke Tuckwell | RB Rookies | a 12"     |
| 3    | Pavel Novák   | MBH Bank   | a 35"     |

## Evoluzione delle classifiche
| Tappa              | Vincitore              | Classifica generale Maglia rosa | Classifica a punti Maglia rossa | Classifica scalatori Maglia azzurra | Classifica giovani Maglia bianca | Classifica italiani Maglia tricolore | Classifica a squadre            |
| ------------------ | ---------------------- | ------------------------------- | ------------------------------- | ----------------------------------- | -------------------------------- | ------------------------------------ | ------------------------------- |
| 1ª                 | Matthias Schwarzbacher | Matthias Schwarzbacher          | Matthias Schwarzbacher          | Matisse Van Kerckhove               | Matisse Van Kerckhove            | Lorenzo Finn                         | Red Bull-Bora-Hansgrohe Rookies |
| 2ª                 | Jonathan Vervenne      | Jonathan Vervenne               | Jonathan Vervenne               | Matisse Van Kerckhove               | Matisse Van Kerckhove            | Lorenzo Finn                         | Soudal Quick-Step Devo Team     |
| 3ª                 | Jarno Widar            | Jarno Widar                     | Jonathan Vervenne               | Jarno Widar                         | Lorenzo Finn                     | Lorenzo Finn                         | Red Bull-Bora-Hansgrohe Rookies |
| 4ª                 | Seth Dunwoody          | Jarno Widar                     | Aubin Sparfel                   | Jarno Widar                         | Lorenzo Finn                     | Lorenzo Finn                         | Red Bull-Bora-Hansgrohe Rookies |
| 5ª                 | Adam Rafferty          | Luke Tuckwell                   | Aubin Sparfel                   | Jarno Widar                         | Jakob Omrzel                     | Filippo Turconi                      | Red Bull-Bora-Hansgrohe Rookies |
| 6ª                 | Filippo Agostinacchio  | Luke Tuckwell                   | Aubin Sparfel                   | Jarno Widar                         | Jakob Omrzel                     | Filippo Turconi                      | Red Bull-Bora-Hansgrohe Rookies |
| 7ª                 | Pavel Novák            | Luke Tuckwell                   | Aubin Sparfel                   | Jarno Widar                         | Jakob Omrzel                     | Filippo Turconi                      | Red Bull-Bora-Hansgrohe Rookies |
| 8ª                 | Jørgen Nordhagen       | Jakob Omrzel                    | Aubin Sparfel                   | Lorenzo Finn                        | Jakob Omrzel                     | Filippo Turconi                      | Red Bull-Bora-Hansgrohe Rookies |
| Classifiche finali | Classifiche finali     | Jakob Omrzel                    | Aubin Sparfel                   | Lorenzo Finn                        | Jakob Omrzel                     | Filippo Turconi                      | Red Bull-Bora-Hansgrohe Rook.   |

Maglie indossate da altri ciclisti in caso di due o più maglie vinte
- Nella 2ª tappa Callum Thornley ha indossato la maglia rossa al posto di Matthias Schwarzbacher
- Nella 2ª e 3ª tappa Albert Withen Philipsen ha indossato la maglia bianca al posto di Matisse Van Kerckhove.
- Nella 3ª tappa Aubin Sparfel ha indossato la maglia rossa al posto di Jonathan Vervenne.
- Nella 4ª tappa Filippo Turconi ha indossato la maglia tricolore al posto di Lorenzo Finn.
- Nella 4ª e 5ª tappa Adrià Pericas ha indossato la maglia azzurra al posto di Jarno Widar.
- Nella 5ª tappa Matteo Scalco ha indossato la maglia tricolore al posto di Lorenzo Finn.
- Nell'8ª tappa Lorenzo Finn ha indossato la maglia azzurra al posto di Jarno Widar.[5]

## Classifiche finali

### Classifica generale - Maglia rosa
| Pos. | Corridore        | Squadra    | Tempo     |
| ---- | ---------------- | ---------- | --------- |
| 1    | Jakob Omrzel     | Bahrain DT | 23h47'04" |
| 2    | Luke Tuckwell    | RB Rookies | a 12"     |
| 3    | Pavel Novák      | MBH Bank   | a 35"     |
| 4    | Jørgen Nordhagen | Visma DT   | a 1'08"   |
| 5    | Filippo Turconi  | VF Group   | a 1'47"   |
| 6    | Lorenzo Finn     | RB Rookies | a 2'41"   |
| 7    | Adrià Pericas    | UAE Gen Z  | a 3'08"   |
| 8    | Matteo Vanhuffel | DT Picnic  | a 3'38"   |
| 9    | Matteo Scalco    | VF Group   | a 4'41"   |
| 10   | Callum Thornley  | RB Rookies | a 5'03"   |

### Classifica a punti - Maglia rossa
| Pos. | Corridore             | Squadra      | Punti |
| ---- | --------------------- | ------------ | ----- |
| 1    | Aubin Sparfel         | Decathlon DT | 91    |
| 2    | Filippo Agostinacchio | Biesse       | 68    |
| 3    | Jonathan Vervenne     | Soudal DT    | 62    |
| 4    | Patrick Boje Frydkjær | Lidl FR      | 62    |
| 5    | Jørgen Nordhagen      | Visma DT     | 54    |

### Classifica scalatori - Maglia azzurra
| Pos. | Corridore        | Squadra    | Punti |
| ---- | ---------------- | ---------- | ----- |
| 1    | Lorenzo Finn     | RB Rookies | 51    |
| 2    | Pavel Novák      | MBH Bank   | 41    |
| 3    | Jørgen Nordhagen | Visma DT   | 40    |
| 4    | Adrià Pericas    | UAE Gen Z  | 36    |
| 5    | Luke Tuckwell    | RB Rookies | 35    |

### Classifica giovani - Maglia bianca
| Pos. | Corridore           | Squadra    | Tempo     |
| ---- | ------------------- | ---------- | --------- |
| 1    | Jakob Omrzel        | Bahrain DT | 23h47'04" |
| 2    | Lorenzo Finn        | RB Rookies | a 2'41"   |
| 3    | Adrià Pericas       | UAE Gen Z  | a 3'08"   |
| 4    | Matteo Vanhuffel    | DT Picnic  | a 3'38"   |
| 5    | A. Withen Philipsen | Lidl FR    | a 8'19"   |

### Classifica italiani - Maglia tricolore
| Pos. | Corridore       | Squadra    | Tempo     |
| ---- | --------------- | ---------- | --------- |
| 1    | Filippo Turconi | VF Group   | 23h48'51" |
| 2    | Lorenzo Finn    | RB Rookies | a 54"     |
| 3    | Matteo Scalco   | VF Group   | a 2'54"   |
| 4    | Simone Gualdi   | Wanty      | a 4'59"   |
| 5    | Simone Zanini   | XDS DT     | a 7'10"   |

### Classifica a squadre - Trofeo Super Team
| Pos. | Squadra                       | Tempo      |
| ---- | ----------------------------- | ---------- |
| 1    | Red Bull-Bora-Hansgrohe Rook. | 71h26'45"  |
| 2    | VF Group-Bardiani CSF-Faizanè | a 14'27"   |
| 3    | Israel Premier Tech Academy   | a 52'17"   |
| 4    | Team Visma-Lease a Bike Dev.  | a 56'03"   |
| 5    | Lidl-Trek Future Racing       | a 1h00'33" |